# The Letter (chanson)
Pour les articles homonymes, voir The Letter.
Singles de The Box Tops
Neon Rainbow
(1967)
The Letter est une chanson écrite et composée par Wayne Carson et interprétée par le groupe américain The Box Tops. Il s'agit du premier single du groupe, sorti en août 1967. La chanson est ensuite incluse dans l'album The Letter/Neon Rainbow sorti en novembre 1967.
Le single se classe en tête du Billboard Hot 100 et connaît un important succès dans le monde.
Alex Chilton, le chanteur du groupe, n'avait que 16 ans lors de l'enregistrement du morceau.

## Reprises
The Letter fut reprise par nombre d'artistes, notamment Joe Cocker dont la version sortie en single en 1970 entre dans les charts de plusieurs pays. Une version enregistrée en public figure sur son album live Mad Dogs and Englishmen publié en août 1970.
Peter Tosh propose une version reggae sous le titre Give Me a Ticket en 1970, Amii Stewart, une version disco en 1979.
The Shadows, Trini Lopez, Al Green, l'ont également interprétée. Dès 1967 sortent trois adaptations en français, l'une chantée par Herbert Léonard sous le titre Une lettre (reprise en 1971 par Vicky Leandros), une autre par le chanteur québécois Patrick Zabé sous le titre La Lettre et une troisième par le groupe québécois Les Misérables sur la face B de leur 45-tours Misérablement vôtre, sur étiquette Jupiter, également sous le titre Une lettre.

## Distinctions
La version originale fait partie de la liste des « 500 plus grandes chansons de tous les temps », établie en 2003 par le magazine Rolling Stone.
Elle a reçu le Grammy Hall of Fame Award en 2011.  Elle est également sélectionnée par le Rock and Roll Hall of Fame, en 1995, comme l'une des « 500 chansons qui ont façonné le rock 'n' roll ».

## Classements hebdomadaires
| Classement (1967)                       | Meilleure place |
| --------------------------------------- | --------------- |
| Allemagne (Media Control AG)            | 5               |
| Australie (ARIA)                        | 4               |
| Autriche (Ö3 Austria Top 40)            | 9               |
| Belgique (Flandre Ultratop 50 Singles)  | 2               |
| Belgique (Wallonie Ultratop 50 Singles) | 1               |
| Canada (RPM 100 Singles)                | 1               |
| États-Unis (Billboard Hot 100)          | 1               |
| France (IFOP)                           | 2               |
| Irlande (IRMA)                          | 11              |
| Norvège (VG-lista)                      | 1               |
| Pays-Bas (Single Top 100)               | 3               |
| Royaume-Uni (UK Singles Chart)          | 5               |

| Classement (1970)                       | Meilleure place |
| --------------------------------------- | --------------- |
| Australie (ARIA)                        | 37              |
| Belgique (Wallonie Ultratop 50 Singles) | 42              |
| Canada (100 Singles)                    | 7               |
| États-Unis (Billboard Hot 100)          | 7               |
| France (IFOP)                           | 48              |
| Pays-Bas (Single Top 100)               | 27              |
| Royaume-Uni (UK Singles Chart)          | 39              |

| Classement (1980)              | Meilleure place |
| ------------------------------ | --------------- |
| Allemagne (GfK Entertainment)  | 54              |
| France (IFOP)                  | 31              |
| Royaume-Uni (UK Singles Chart) | 39              |

## Certifications
The Box Tops
| Pays              | Certification | Date       | Unités certifiées |
| ----------------- | ------------- | ---------- | ----------------- |
| États-Unis (RIAA) | Or            | 25/09/1967 | 1 000 000         |
| Royaume-Uni (BPI) | Argent        | 22/11/2024 | 200 000           |

## Utilisations
La version de Joe Cocker apparait dans le film Once Upon a Time… in Hollywood (2019) de Quentin Tarantino.